# فريدجوند
فريدجوند أو فريدجوندا (باللاتينية: Fredegundis ؛ بالفرنسية: Frédégonde ؛ توفيت في 8 ديسمبر 597) كانت عَقيلة ملك الفرنجة «شيلبيريك الأول». شغلت «فريدجوند» منصب الوصي على العرش خلال سنوات طفولة ابنها «كلوثار الثاني» من 584 حتى 597. لطالما حظيت «فريدجوند» بسُمعة سيئة للغاية، صورت على أنها قاتلة بلا رحمة وسادية، وهُناك العديد من القُصص التي تشهد على قسوتها، لا سيما عداءها الطويل مع الملكة «برونهيلدا»، أخت «شيلبيريك الأول».

## فريدجوند كملكة
وُلدت «فريدجوند» في عائلة من نسب مُنخفض ولكنها اكتسبت القوة من خلال ارتباطها بالملك «شيلبيريك». في الأصل كانت خادمة لزوجة «تشيلبيريك» الأولى «أودوفيرا»، ولكنها فازت بحب «شيلبيريك» وأقنعته بوضع «أودوفيرا» في دير وتطليقها.

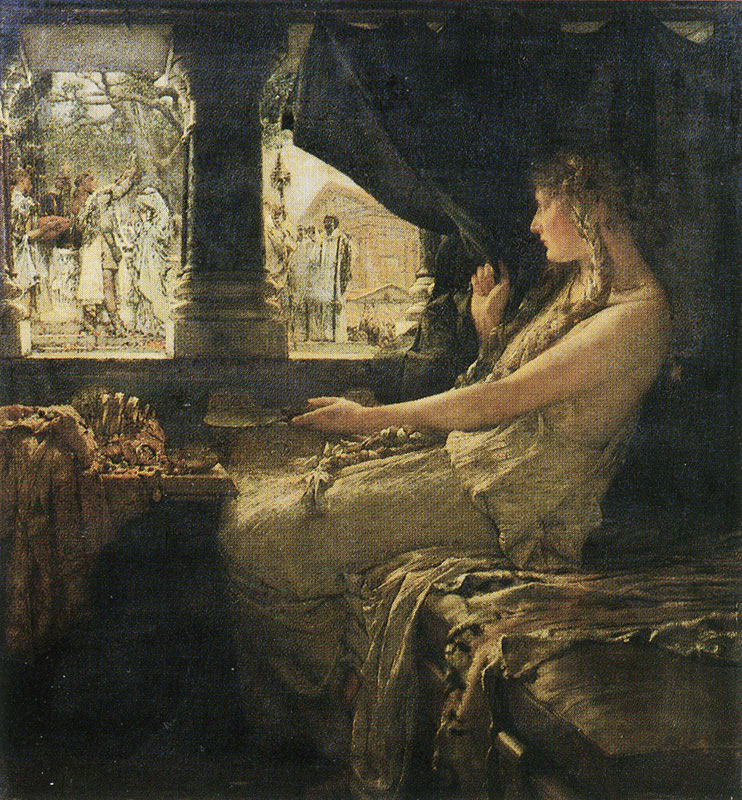
«فريدجوند» تُشاهد زواج «تشيلبيريك» و«جالسوينثا»، بريشة «لورينس تديما» 1878.

وضع «شيلبيريك» «فريدجوند» جانبًا وتزوج من «جالسوينثا»، ابنة ملك القوط الغربيين «أثناجيلد»، بعد أن تزوج أخوه غير الشقيق ومُنافسه، «سيجيبيرت الأول»، من أخت «جالسوينثا» الصُغرى «برونهيلدا» في عام 566. يُشير «غريغوري من تور» إلى أن الزواج من «جالسوينثا» بدأ بسعادة، لأنها جلبت معها مهرًا رائعًا. سُرعان ما تدهور الزواج، وتوفيت «جالسوينثا» في نفس العام، وربما خُنقت بأوامر من «شيلبيريك» أو «فريدجوند»، التي خلفت «جالسوينثا» كملكة. بعدها بدأت «برونهيلدا»، شقيقة «جالسوينثا»، في عدائها مع «فريدجوند» الذي دام أكثر من 40 عامًا.
يقترح «غريغوري» أن الملكة «فريدجوند» قد ارتكبت الزنا. فخلال مأدبة عشاء مع الملك «جونتران»، نهضت «فريدجوند»، الأرملة مؤخرًا، لتغادر الطاولة بحجة أنها حامل. فاجأ هذا الإعلان الملك، حيث لم يمضي على ولادة أبنها «كلوثار الثاني» أربعة أشهر فقط. يُفسر «غريغوري» هذا الامر على أنه نتيجة لخيانة «فريدجوند» لزوجها.
في عام 580، اندلع وباء الزحار في بلاد الغال، وأصاب الملك «تشيلبيريك» وابنيهما «كلودوبيرت» و«داغوبيرت». اعتقادًا منها أن الطاعون كان نتيجة لخطاياها، أحرقت «فريدجوند» عددًا من السجلات الضريبية التي كانت تخشى أن تكون غير عادلة وشجعت «تشيلبيريك» على فعل الشيء نفسه عسى ان يُدركوا الامر ويُغفر لَهُم. ومع ذلك، لم ينج أبناؤها من الوباء. بعد جنازاتهم، قدمت «فريدجوند» تبرعًا كبيرًا للكنائس والفقراء لمواصلة التكفير عن خطاياها. أصيب أحد أبناء «فريدجوند» الآخر، «شمشون»، بمرض خطير بينما كانت الأسرة تحت الحصار في طرناي. وفقًا لـ«غريغوري»، كانت «فريدجوند» تخشى أن تُصاب بالمرض من «شمشون» فالقت بهِ بعيدًا عنها، لكي يموت. شعر الملك بالإهانة من أفعالها لأن الطفل لم يُعمد بعد. عندما نجا «شمشون» لفترة أطول مما كان مُتوقعا، رضخت «فريدجوند» وعمدته وفقُا لرغبة الملك.

### الصراع مع ريجونث

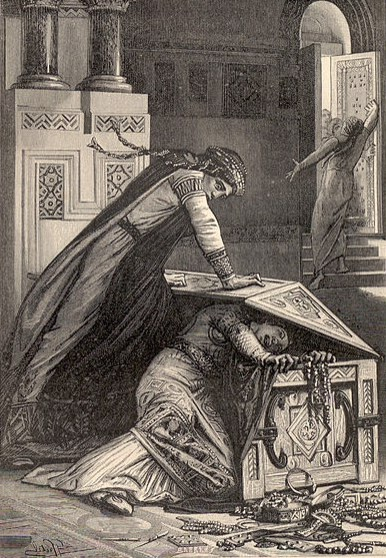
«فريدجوند» تُحاول قتل ابنتها، بريشة «هنرييت جيزو دي ويت» 1887.

يُسجل «غريغوري من تور» العلاقة السيئة بين «فريدجوند» وابنتها «ريجونث»:
| ” | كانت تغار من ابنتها، ريجونث، وأعلنت باستمرار أنها يجب أن تكون عشيقة لملك بدلًا منها. انتظرت فريدجوند فرصتها وتحت ذريعة رحابة الصدر أخذتها إلى غُرفة الكنز وأظهرت لها جواهر الملك في صندوق كبير. مُتظاهرة بالتعب، قالت "أنا مُتعبة، ضعي يدك في الصندوق، وأخرج ما قد تجديه". عندها قامت الأم بإسقاط غطاء الصندوق على رقبة ابنتها وكانت ستقتلها لو لم يهرع الخدم لمُساعدتها في النهاية. | “ |

في سبتمبر 584، عندما تم إرسال «ريجونث» إلى خطيبها القوط الغربي في إسبانيا «ريكارد»، ابن «ليوفيجيلد»، مع قافلة تحمل كنزًا كبيرًا كمهر، أعترض نُبلاء الفرنجة بأن الأموال الملكية قد استُنفذت. أكدت «فريدجوند» أن جميع الهدايا جاءت من المُمتلكات التي جمعها كرم زوجها. في الرحلة الطويلة، مات الملك «تشيلبيريك» وأخذ الجنود المرافقون للأميرة كل ما استطاعوا سرقته وهربوا، وبحلول الوقت الذي وصلت فيه إلى طلوشة، لم يتبق سوى القليل.
عندما النوستري «ليوناردوس» إلى كاتدرائية باريس، حيث كانت تقيم الملكة، لنقل ألخبر. حَسب «غريغوري»، كانت «فريدجوند» غاضبة من «ليوناردوس» لدرجة أنها أمرت بإذلاله العلني في وسط الكنيسة. قامت بضربه وتقييده وسجنه مع الطهاة والخبازين الذين رافقوه في الرحلة. لكنها لم تصل إلى حد قتله، بسبب وضعه السياسي في المنطقة.

أعيدت الأميرة عام 585. بعدها لجأت «ريجونث» الى والدتها وعاشت حَياة يُنظر إليها على أنها غَاوِيَة.

### الحُكم

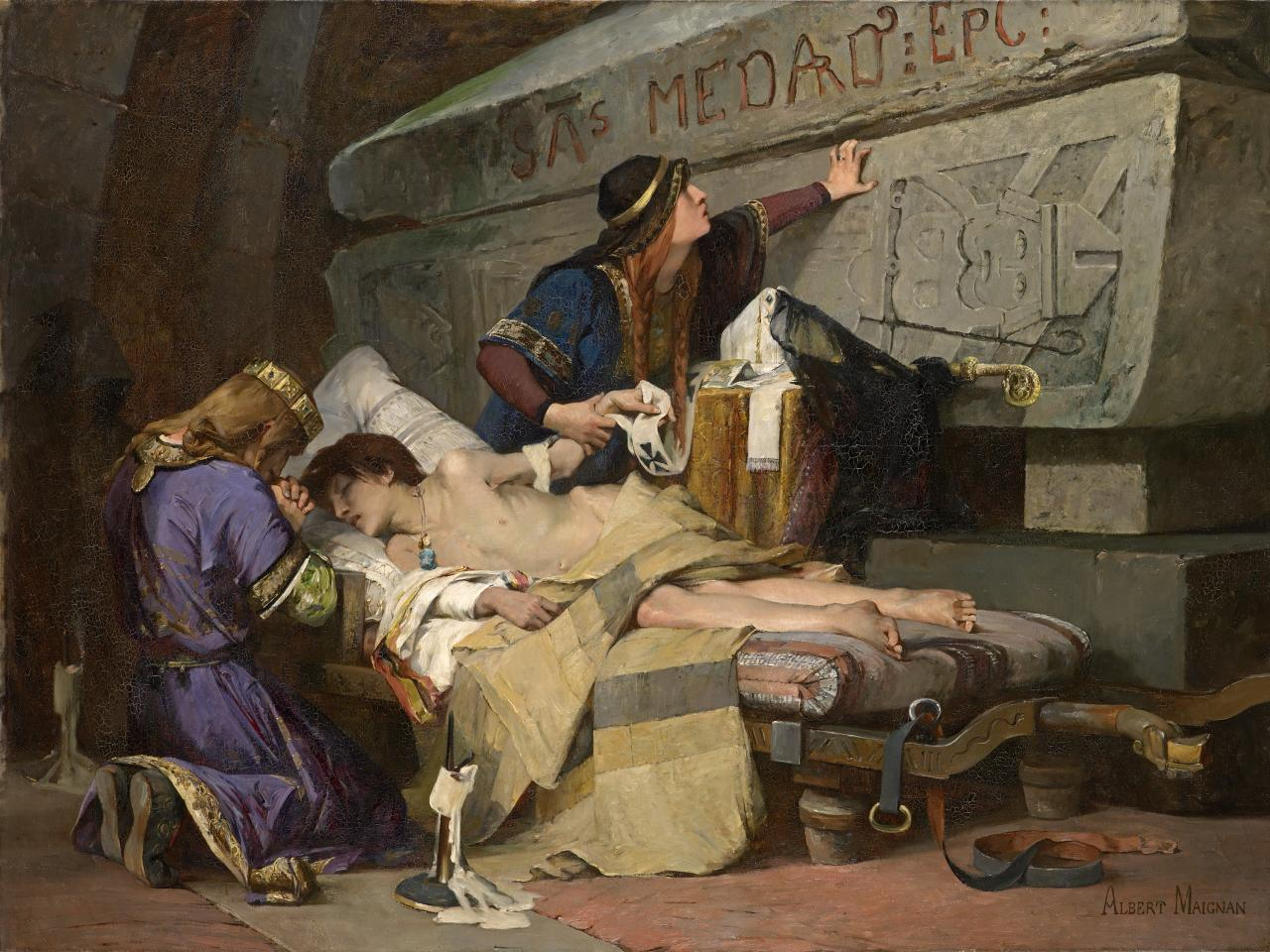
«شيلبيريك الأول» على فِراش الموت، بريشة «ألبرت مينيان» 1880.

عند وفاة «شيلبيريك الأول» في عام 584، أصبحت «فريدجوند» وصية على العرش خلال طفولة ابنها الرضيع «كلوثار الثاني». اتخذت ملاذًا في كاتدرائية باريس. بعد حصولها على حماية الملك «جونتران»، أكدت أن ادعاء ابنها «كلوثار» على العرش قد تم الاعتراف به من قبل رعاياه. ثم ستقيم شمال روان. خلال النصف الأخير من حياتها، انهار الوضع السياسي بين نيوستريا وأوستراسيا وبورغوني إلى صراع كامل. في هذه الحروب، تولت دور القائد وقادت الجيوش للنصر في مُناسبات متعددة.

### الدِين
خلال فترة حكم «فريدجوند»، حافظت على دعم رجال الدين. وفقًا للكاتب «غريغوري هالفوند»، فقد وجد أن مجموعة أساسية من عشرات الأساقفة في شمال بلاد الغال ظلت موالية لـ«فريدجوند» و«كلوثار». ويشير «هالفوند» أيضًا إلى أن «فريدجوند» منحت الرعاية المالية لأسقف لومان، "... في شهادته لعام 616، أقر الأسقف «بيرترام» من لومان بأنه تلقى فيلا بونيل في إيتانب كهدية من «فريدجوند» وابنها الصغير «كلوثار الثاني»، الذي شغلت منصب الوصي عليه، في وقت ما بين 596 و 597". لم يكن تبرع «فريدجوند» للأسقف «بيرترام» هو الحالة الوحيدة المعزولة للسخاء حيث حافظ النظام الملكي النوستري في عهدها أيضًا على علاقات ودية ورعى دير القديس راديغوند للصليب المقدس في بواتييه.

### الاغتيالات
يُقال إن «فريدجوند» أمرت باغتيال «سيجيبرت الأول» ملك أوستراسيا عام 575، كما أنه قام بمحاولات لاغتيال ابن «سيجيبرت» «شيلديبيرت الثاني»، وصهرها «جونتران»، ملك بورغوني، و«برونهيلد». بعد موت زوجها «شيلبيريك» الغامض عام 584، استولت «فريدجوند» على ثروات الملك ولجأت إلى كاتدرائية نوتردام في باريس. كانت هي وابنها الباقي على قيد الحياة، «كلوثار الثاني»، تحت حماية «جونتران» حتى وفاته عام 592. كذلك حاولت «فريدجوند»، وهي أرملة حديثًا، إغواء المسؤول النيوستري «إيبيرولف» ولكن تم رفضها. يشتبه «غريغوري من تور» لاحقًا في أنها دبرت عملية اغتيال «إيبيرولف» اللاحقة. في عام 593، قادت القوات إلى نصر مُفاجئ على قوات «برونهيلدا» في معركة درويزي.

### اضطهاد الأسقف بريتكستاتوس

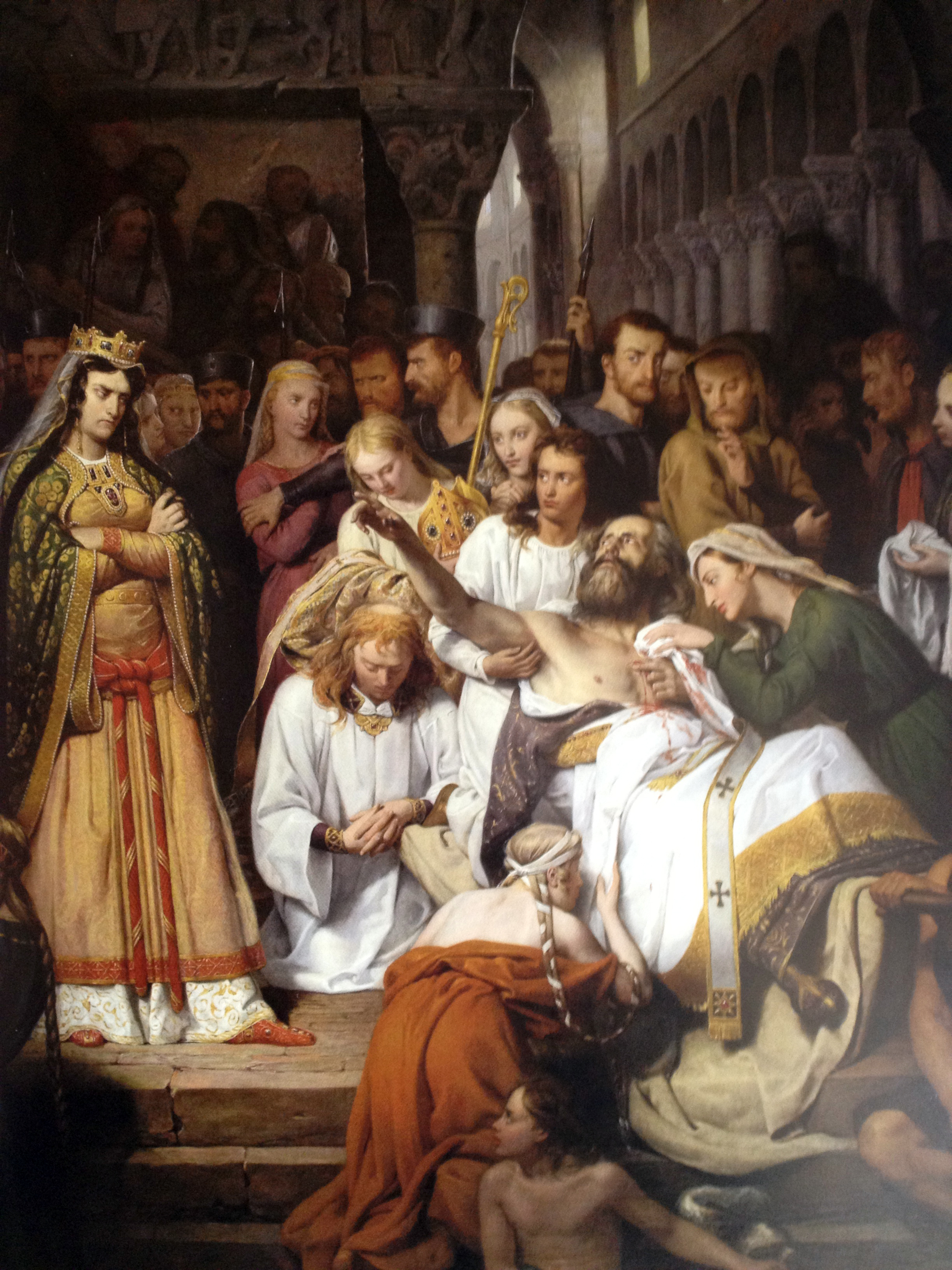
«فريدجوند» تزور «بريتكستاتوس» على فراش موته، بريشة «إدوارد سيبوت» 1832.

بالإضافة إلى ذلك، يقترح «غريغوري من تور» أن «فريدجوند» كانت الدافع وراء اضطهاد الأسقف «بريتكستاتوس». بعد عودة «بريتكستاتوس» من المنفى، التقت به الملكة في الكنيسة وهددت بنفيه مرة أخرى. ومع ذلك، لم يكن الأسقف قلقًا لأنه اعتقد أنه سَينال الجنة، بينما ستُعاقب «فريدجوند» في النار. في عام 586، أمرت «فريدجوند» باغتياله وطُعن «بريتكستاتوس» بواسطة أحد عُملائها خلال قداس عيد الفصح. زارت الملكة في وقت لاحق «بريتكستاتوس» على فراش الموت وعرضت مُساعدة أطبائها، الامر الذي فسره «غريغوري من تور» على أنه ذريعة لمُشاهدة موت الأسقف. حثها «بريتكستاتوس» للتوبة عن خطاياها قبل أن يستسلم أخيرًا لجروحه. قامت «فريدجوند» في وقت لاحق بمُخططات اغتيال ضد عدد من المسؤولين السياسيين الذين أدانوا عملية الاغتيال، بما في ذلك أسقف بياوش والملك «جونتران».

### الموت
توفيت «فريدجوند» لأسباب طبيعية في 8 ديسمبر 597 في باريس. على قبر «فريدجوند» فُسيفساء من الرخام والنُحاس، يقع في كاتدرائية سان دوني، وقد جيء بهِ من دير سان جيرمان دي بري.

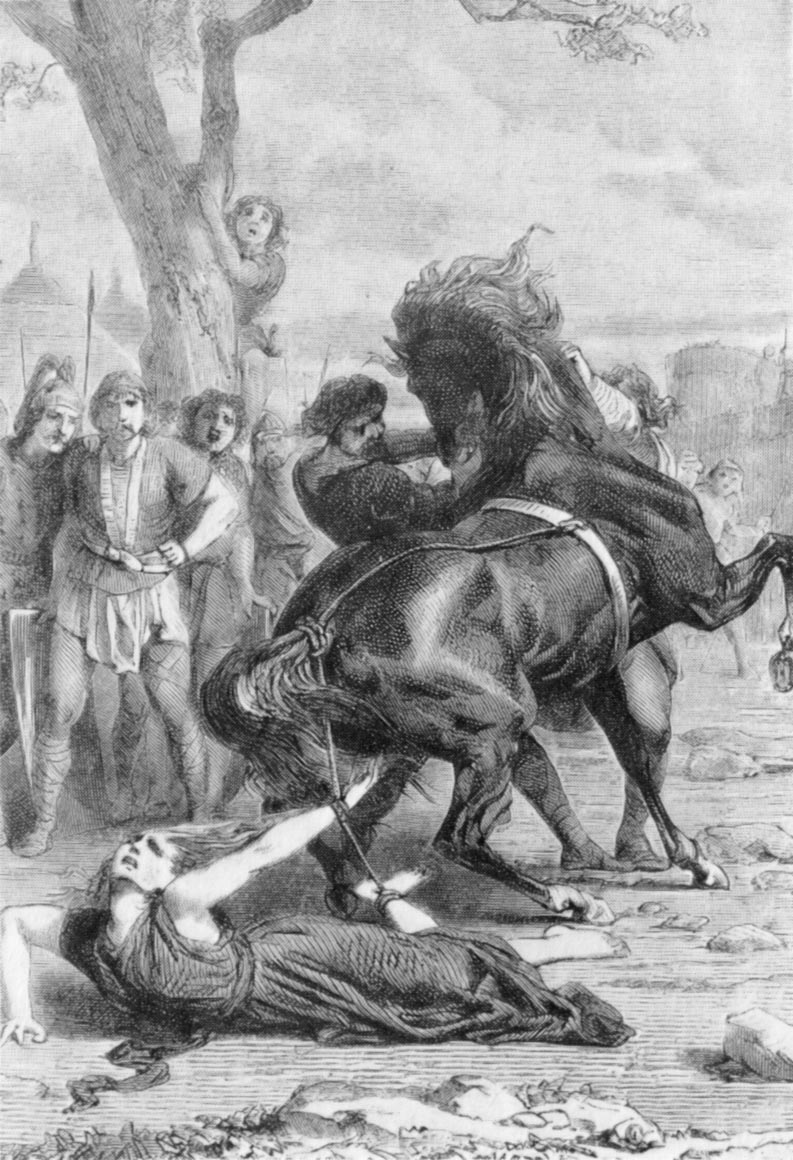
أعدام «برونهيلدا»، بريشة «فيليبوتو جيرارديت» 1850.

لم تعش «فريدجوند» لرؤيته، ولكن إعدام ابنها لـ«برونهيلدا» كان نهاية الصراع بين الأثنين. أمر «كلوثار الثاني»، بتقييد ذراعي «برونهيلدا» وشعرها في ذيل حصان غير مُروض، وسحبها عبر الجيش بأكمله. في المرة الأولى التي قام فيها الرجل الذي كان على الحصان بوخز الحصان لكي ينطلق، قام الحصان بركل كعوبه بقوة لدرجة أنه قطع رأس «برونهيلدا». تم جر جسدها عبر الشجيرات والأعشاب، فوق التلال والوديان، حتى تمزق إلى أشلاء.

### الأبناء
مع «شيلبيريك الأول»، كان لديها خمسة أبناء وابنة واحدة، «ريجونث» (حوالي 570 ؛ † بعد 585). الأبناء الأربعة الأكبر سنًا هم «كلودوبيرت» (* 565 ، 580)، «شمشون» (* 575 ، 577)، «داغوبيرت» (580) و«ثيودريك» (* 582 ، 584)، الذين ماتوا جميعًا في سن مبكرة.

## السُمعة

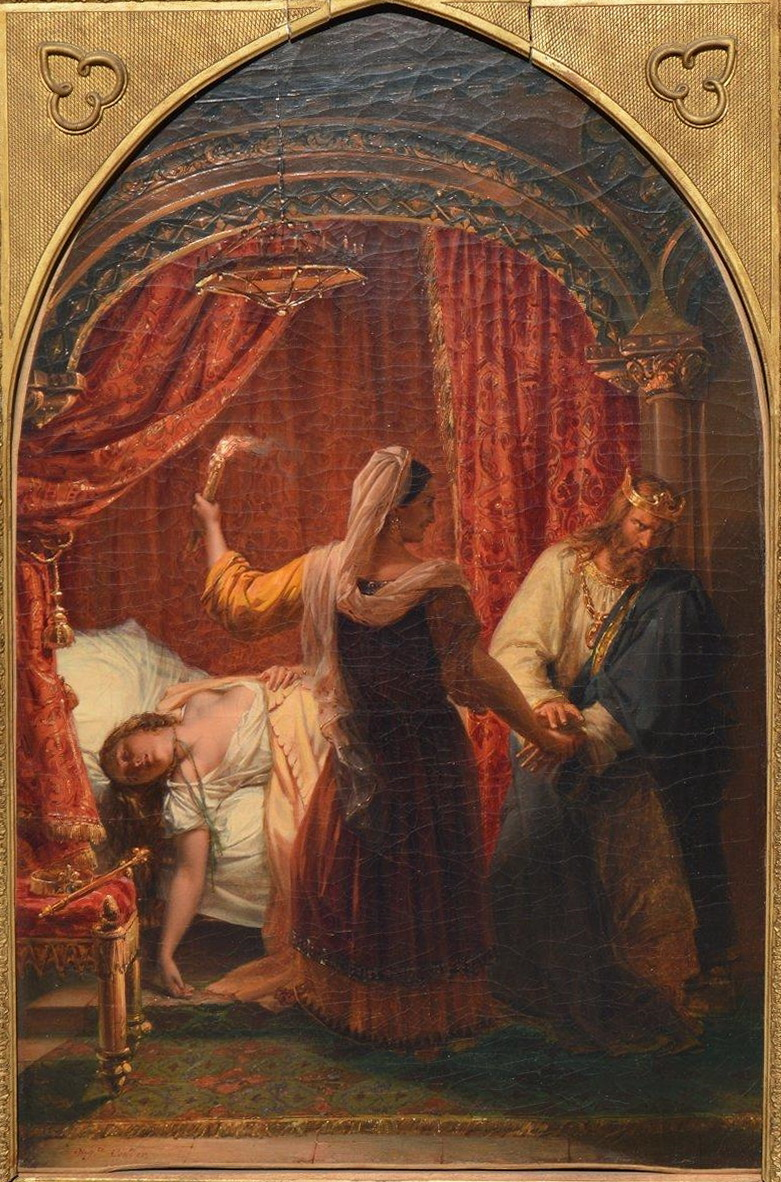
«فريدجوند» تُقنع «شيلبيريك» بقتل «جالسوينثا»، بريشة «أوغست كودر» 1826.

تتمتع «فريدجوند» تقليديًا بسُمعة سيئة. وفقًا لـ«غريغوري من تور»، من المفهوم أنه بصفتها ملكة، تورطت «فريدجوند» في مكائد البلاط وكانت مسؤولة عن العديد من مؤامرات اغتيال الشخصيات السياسية ورجال الدين على حدٍ سواء، مثل أسقف بياوش، و«بريتكستاتوس»، والملك «جونتران» من بورغوندي. ومع ذلك، يجب أن يؤخذ حساب «غريغوري من تور» بعين الريبة لأنه مُتحيز بشدة ضد «فريدجوند». يذكر «هالفوند» وجود تناقضات فيما يتعلق بالعلاقات داخل المحكمة النوسترية. على سبيل المثال، نجح الأسقف «ليودوفالد» الذي ذكر أن «فريدجوند» استهدفته بأغتيال بعد المؤامرة ضد الأسقف «بريتكستاتوس»، خوفًا من أن يكتشفها «ليودوفالد». فشلت المؤامرة في النهاية ومن المُفترض أن علاقتهما أصبحت مُتوتر، ومع ذلك، وبغض النظر عن حقيقة أن محاولة اغتياله قد بذلت لقتله، فإنه لا يزال يرى أنه من المُناسب تقديم خدمة لـ«فريدجوند» في عام 587 والتي استلزمت إطلاق سراح أحد مندوبيها الذي سُجن بتهمة ارتكاب جريمة قتل (تنفيذ عملية اغتيال باسمها). علاوة على ذلك، حتى في عهد ابن «فريدجوند»، الملك «كلوثار الثاني»، استمر «ليودوفالد» في تلقي الدعم من النظام الملكي النوستري ودُعي لحضور مجلس باريس عام 614. قد تشير مثل هذه الشذوذ في حسابات «غريغوري من تور» إلى أن روايته عن نذالة «فريدجوند» مبالغ فيها ومن المُحتمل أن يكون لهذه المُبالغة علاقة بعلاقاته خارج نيوستريا. «غريغوري» نفسه كان غالي رومانيًا كانت عائلته جزءًا من طبقات مجلس الشيوخ، وقد سمح له موقعه داخل المُجتمع بأن يصبح أسقفًا لأبرشية تور. كما أن العلاقات التي اكتسبها من تراثه في مجلس الشيوخ قد شبكته أيضًا مع أمثال الملك «سيجبرت الاول» وزوجته «برونهيلدا» والمحكمة النمساوية التي كانت بمثابة مملكة مُنافسة لنوستريا. في الواقع، كان الملك «سيجبرت الاول» وزوجته «برونهيلدا» مسؤولين عن تعيينه في أسقفية تور. وفقًا للمؤرخ، «إي.تي. دايلي»، من المُحتمل أن تكون هذه التأثيرات المُختلفة السبب الذي جعله يقارن بين «فريدجوند» و«برونهيلدا» معًا. من شأن الألفة والمَحسوبية أن تؤدي إلى علاقة وثيقة بين «غريغوري» و«برونهيلدا»، للحفاظ على مثل هذه العلاقة من المُحتمل أنه شعر أنه غير قادر للتعليق بشكل كامل على أخطائها.

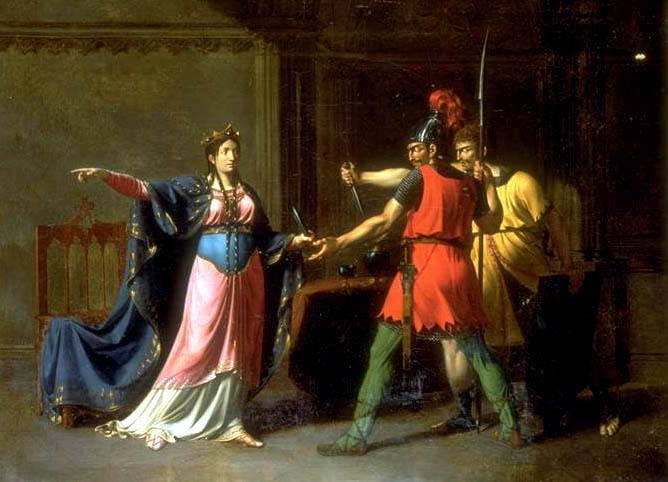
«فريدجوند» تُسلح قتلت «سيجيبرت الأول»، بريشة «إيمانويل واليت» 1826.

نتيجة لذلك، يصورهم «غريغوري من تور» على أنهم أعداء سياسيون وأضداد أخلاقيين لدرجة أن «برونهيلدا» لا تتلقى أي انتقادات تقريبًا في سجله بينما يُتهم «فريدجوند» بأداء السحر وتدنيس المُقدسات وحتى الخيانة إلى جانب مؤامرات اغتيالاتها المُختلفة. من المُحتمل أنه كان يأمل في أن تكون مثل هذه المقارنة الصارخة بمثابة تأييد لـ«برونهيلدا» ولتبرير علاقته السياسية معها. يصبح هذا النقص في النقد موضع شك عندما نفكر في الروايات اللاحقة التي كتبها مؤرخون آخرون مثل «فريدغار» الذي كتب تفسيرات مُختلفة حول سمعة برونهيلدا».

بعد وفاة «غريغوري»، سقطت «برونهيلدا» من السلطة واتُهمت بارتكاب جرائم مُختلفة أدت إلى تعرضها للأعدام. تُظهر هذه الاتهامات، سواء كانت حقيقية أو ملفقة بسبب مكائد المحكمة، أن «برونهيلدا»، النظير المُعاصر لـ«فريدجوند» والمكانة المتساوية لها في منصب الملكة، كان لديها أيضًا أعداء داخليون يجب مواجهتهم. الاستثناء الوحيد هو أنه بسبب علاقتها مع «غريغوري»، كان لدى «برونهيلدا» راعً يمكنه الحفاظ على سُمعتها.